# Estação Espaço Natureza

A Estação Espaço Natureza é parte do Metro do Porto.